# Miss Grand Paraguay 2017
Miss Grand Paraguay 2017 fue la 1.ª edición del certamen Miss Grand Paraguay, cuya final se llevó a cabo el 29 de julio de 2017 en el Teatro Agustín Pío Barrios del Centro Paraguayo Japonés, en la capital paraguaya, Asunción. 16 candidatas de diversos departamentos y distritos del país compitieron por el título. Al final del evento, Cindy Nordmann Arias, Miss Grand Paraguay 2017 coronó a Lía Duarte Ashmore, como su sucesora.
La ganadora, Lía Ashmore, representó a Paraguay en el Miss Grand Internacional 2017 realizado en Vietnam, donde logró posicionarse en el Top 20.

## Historia
Luego de la formación de la organización Miss Grand Paraguay en 2016 y cuya primera titular fue designada, la directiva nacional anunció que iniciaría la búsqueda de una nueva titular en 2017, y que la misma sería escogida en un evento donde competirían candidatas de diversos departamentos y regiones del país. Los cástines y concursos departamentales para el certamen comenzaron a inicio de año del 2017, donde los concursos departamentales se elegiría al tercer lugar con la Miss Grand de su departamento, siendo el segundo lugar Miss Mundo (que participaría en el Miss Mundo Paraguay 2017) y el Primer Lugar Miss Universo (que participaría en el Miss Universo Paraguay 2017).
La Productora MGM se encargó exclusivamente de los reinados departamentales, realizando trabajos de selección, elección y capacitación de las candidatas regionales para los mayores eventos de belleza del país, Miss Universo Paraguay, Miss Mundo Paraguay y Miss Grand Paraguay 2017, respectivamente, desde 2017 hasta la actualidad.
El Miss Grand Internacional es un concurso muy importante a nivel mundial, en su 5.ª edición lleva a juntar a más de 70 países para que participen en dicho evento.

## Resultados
| Posiciones                            | Candidata |
| ------------------------------------- | --- |
| Miss Grand Paraguay 2017              | - Guairá - Lía Duarte Ashmore |
| Primera finalista                     | - Alto Paraná - Nathalia Méndez |
| Miss Globe Paraguay 2017              | - Alto Paraná - Nathalia Méndez |
| Segunda finalista                     | - Asunción - Alejandra Amarilla |
| Miss Continentes Unidos Paraguay 2017 | - Asunción - Alejandra Amarilla |
| Tercera finalista                     | - Itapúa - Yenifer Sauer |
| Cuarta finalista                      | - Cordillera - Jessica Acosta |
| Top 10                                | - Caaguazú - Ángela Ayala - Caazapá - Luana Novak - Fernando de la Mora - Karen Piñanez - Lambaré - Analiz Blanco - Paraguarí - Marian Recalde |

## Títulos previos
| Títulos                     | Departamento           | Candidata                      |
| Mejor Proyecto No Violencia | Miss Grand Paraguarí   | Marian Recalde                 |
| Miss Fotogénica             | Miss Grand Alto Paraná | Nathalia Solange Méndez Flores |
| Mejor Sonrisa Margraff      | Miss Grand Caazapá     | Luana Novak                    |
| Mejor Cabellera             | Miss Grand Asunción    | Alejandra Amarilla             |
| Mejor Silueta               | Miss Grand Guairá      | Lía Duarte Ashmore             |
| Mejor Rostro                | Miss Grand Lambaré     | Analiz Monserrat Blanco Ozorio |
| Miss Elegancia Misslyn      | Miss Grand Itapúa      | Yenifer Sauer                  |
| Mejor Traje Alegórico       | Miss Grand Limpio      | Michelle Easteen               |

## Candidatas
La organización presentó oficialmente a las 16 candidatas  quienes formaron parte del certamen de belleza en su etapa final.
| Departamento/Distrito          | Candidata                      | Edad | Estatura | Nombre de Proyecto                    |
| Miss Grand Alto Paraná         | Nathalia Solange Méndez Flores | 20   | 1.68     | No a la Violencia de Género.          |
| Miss Grand Asunción            | Alejandra Amarilla             | 23   | 1.73     |                                       |
| Miss Grand Caaguazú            | Ángela Ayala                   | 23   | 1.72     |                                       |
| Miss Grand Caazapá             | Luana Novak                    | 21   | 1.62     | Discriminación: Violencia en silencio |
| Miss Grand Canindeyú           | Camila Thome                   | 19   | 1.75     |                                       |
| Miss Grand Concepción          | Gabriela Duarte                | 24   | 1.73     |                                       |
| Miss Grand Cordillera          | Jessica Acosta                 | 25   | 1.74     |                                       |
| Miss Grand Fernando de la Mora | Karen Piñanez                  | 23   | 1.70     | No a la Violencia de Género.          |
| Miss Grand Guairá              | Lía Duarte Ashmore             | 22   | 1.78     |                                       |
| Miss Grand Itapúa              | Yenifer Sauer                  | 22   | 1.77     | Rostros de Violencia.                 |
| Miss Grand Ità                 | Yamila Bernal                  | 20   | 1.70     | Cambiemos Violencia por Belleza       |
| Miss Grand Lambaré             | Analiz Monserrat Blanco Ozorio | 23   | 1.72     |                                       |
| Miss Grand Limpio              | Michelle Easteen               | 22   | 1.71     |                                       |
| Miss Grand Paraguarí           | Marian Recalde                 | 24   | 1.69     |                                       |
| Miss Grand Misiones            | Laura Lindstrom                | 22   | 1.72     |                                       |
| Miss Grand San Pedro           | Nathalia Segovia               | 18   | 1.74     |                                       |

## Datos acerca de las delegadas
Algunas de las delegadas del Miss Grand Paraguay 2017 han participado, o participarán, en otros certámenes de importancia nacionales e internacionales:
- Analiz Blanco (Lambare), participó sin éxito en Nuestra Belleza Paraguay 2014, fue Reina Lambaré Mundo 2016 y participó sin éxito alguno en el Miss Mundo Paraguay 2016.
- Solange Méndez (Alto Parana) ganó el Belleza Adolescente Paraguay 2011 y Miss Teen Belleza Americana 2012.
- Jessica Acosta (Cordillera) ella ganó el Miss Verano Paraguay 2015 y ganó el Miss Verano Internacional 2015 en República Dominicana.